# 스틸턴사슴쥐
스틸턴사슴쥐(Peromyscus stirtoni)는 비단털쥐과에 속하는 설치류의 일종이다. 엘살바도르와 과테말라, 온두라스, 니카라과에서 발견된다. 널리 분포하고 큰 개체군과 서식지 파괴에 대한 내성을 가진 것으로 추정되고 있지만, 생태에 대해서는 거의 알려져 있지 않다. 학명과 일반명은 캘리포니아 대학교 버클리에서 근무한 미국 동물학자 스틸턴(Ruben A. Stirton, 1901-196)의 이름에서 유래했다.